# آیبرشت بکر
آیبرشت بکر (آلمانی: Albrecht Becker; ۱۴ نوامبر ۱۹۰۶ – ۲۲ آوریل ۲۰۰۲) هنرپیشه اهل آلمان بود.
وی همچنین برندهٔ جوایزی همچون جایزه فیلم آلمان شده‌است.